# The Man Who Can't Be Moved
The Man Who Can't Be Moved è una canzone dei The Script. È il secondo singolo estratto dall'album di debutto The Script.

## Descrizione
The Man Who Can't Be Moved racconta la storia di un "uomo che non può essere spostato" (da qui il titolo del brano) dal luogo dove lui e la sua ragazza si sono incontrati per la prima volta. Egli si ferma in quel luogo e aspetta il ritorno della sua amata. Il senso della canzone è la decisione di aspettare fino alla fine il proprio amore, contro la gente e le intemperie.
Il singolo è uscito il 25 luglio 2008. Dalla sua pubblicazione, ha scalato la classifica della Gran Bretagna ed ha finora raggiunto la seconda posizione. Ha permesso al gruppo di lanciare il loro primo omonimo disco, che ha raggiunto la prima posizione.
Questo brano è stato utilizzato in alcuni episodi di Ghost Whisperer - Presenze e come promo della quarta stagione.

## Video musicale
Il video della canzone segue il testo del brano: il frontman della band, Danny, infatti cammina per la città e si ferma all'angolo di una strada col suo sacco a pelo. Il video, diretto da Marc Klasfeld è stato presentato su YouTube il 27 giugno.

## Tracce
1. The Man Who Can't Be Moved
2. Anybody There -

## Classifiche
| Classifica (2008-25) | Posizione massima |
| -------------------- | ----------------- |
| Australia            | 44                |
| Austria              | 33                |
| Belgio (Fiandre)     | 35                |
| Danimarca            | 2                 |
| Filippine            | 19                |
| Francia              | 103               |
| Germania             | 28                |
| Nuova Zelanda        | 19                |
| Paesi Bassi          | 50                |
| Spagna               | 49                |
| Svezia               | 28                |
| Svizzera             | 17                |
| Turchia              | 15                |